# モンゴル・金戦争
モンゴル・金戦争（もんごる・きんせんそう、1211年 - 1234年）は、13世紀前半、チンギス・カン率いるモンゴル帝国が華北、中国東北部（満洲）、ロシア極東（外満洲）に勢力を張っていた金朝を滅ぼした一連の戦争。
この戦争は23年間に渡って行われたが、初代皇帝チンギス・カンの時代に行われた第一次侵攻（1211年8月-1216年）、チンギス・カンの配下のムカリによる断続的な経略（1217年-1224年-1227年）、第2代皇帝オゴデイ時代の第二次侵攻（1227年-1234年3月9日）の3時期に大きく分けられる。
チンギス・カン時代の第一次侵攻ではまだ金朝の征服を目的としていなかったが、金朝側の失策もあってモンゴル側は中都（大興府）一帯まで制圧するに至った。その後、金朝は河南に逼塞して黄河以北は事実上無政府状態に陥ったが、チンギス・カンより東方計略を委ねられたムカリの努力により、モンゴル帝国は河北において現地の漢人有力者（後の漢人世侯）を通じた間接支配体制を確立した。そして第2代皇帝オゴデイが新たに即位すると、即位後最初の大事業として河南の金朝への第二次侵攻が行われ、この侵攻によって金朝は滅ぼされるに至った。

## 第一次侵攻
チンギス・カンによる第一次金朝侵攻は、モンゴル側が「羊の年」と呼ぶ1211年に始まった。ゴビ砂漠を渡ったモンゴル軍は現在シリンゴル草原と呼ばれる一帯に広がる金朝国営牧場と、大量の契丹人集団を迅速に制圧した。金朝側からの反抗をほとんど受けずにこの一帯の制圧を成功させたのは、モンゴル帝国成立以前からチンギス・カンに仕える耶律阿海・耶律禿花兄弟の働きが大きかったと評されている。更に南下したモンゴル軍は金側の切り札たる主力部隊と野狐嶺で激突し、3日に渡る激戦の末にこれを打ち破った（野狐嶺の戦い）。一連の戦闘によって金朝は機動部隊を失ってモンゴルの精強な騎兵部隊に対抗する術を失い、この時点で両国の勝敗は事実上決していたと評される（モンゴル軍の第一次作戦）。
野狐嶺の戦いにおけるモンゴル側の損害も大きかったために1212年中の戦線は膠着したが、1213年に入るとモンゴル軍は再び全軍を挙げて南下を開始した。中都を守る居庸関の守りが堅固なことを見ると、モンゴル軍はこれを避けて紫荊関を攻め、ここからモンゴル軍は華北平野に降り立った。華北平野に展開したモンゴル軍は全軍を右翼・中央 左翼の3軍に分け、各地を侵略しつつ中都の包囲を始めた。この作戦は当初から占領地を増やすことを目的としておらず、モンゴル軍は各地で略奪と金軍の打破のみを行い、金朝を徹底的に弱体化させた。1214年に入ると全軍は当初の予定通り中都城下に集結し、モンゴル軍の威圧の下両国の間に和議が結ばれた。恐らく、チンギス・カンとしてはここまでが当初の計画通りの戦闘であった（モンゴル軍の第二次作戦）。
ところが、モンゴル軍を過度に恐れた金朝朝廷は河南の開封への遷都を断行し（貞祐の南遷）、この遠征で新たにモンゴル帝国に加わった契丹人将軍たちはこの和約違反を責めて再出兵すべきであると主張した。チンギス・カンはこれを受け容れて再度金朝に出兵し、石抹明安らの攻囲によって遂に中都は陥落した（中都の戦い）。以後、中都改め燕京はモンゴル帝国の華北支配の拠点となる（モンゴル軍の第三次作戦）。

## ムカリによる経略
早くから西方のホラズム遠征を計画していたチンギス・カンは1218年に金朝侵攻に見切りをつけ、ウルウト部を率いるケフテイ、マングト部を率いるモンケ・カルジャ、コンギラト部を率いるアルチ・ノヤン、イキレス部を率いるブトゥ・キュレゲン、諸部族混合兵を率いるクシャウルとジュスク、現地徴発の契丹・女真・漢人兵を率いるウヤルら左翼に属する軍団を左翼万人隊長のムカリに授け、自らが不在の間の東方計略を委ねた。この後のチンギス・カンの西征中、ムカリは東方チンギス・カンの代理人として振る舞い、太師国王・権皇帝（仮の皇帝）の称号で知られた。
一方、金朝領華北ではモンゴル軍による略奪と貞祐の南遷に伴う統治体制の崩壊によって極度に治安が悪化し、これを憂慮した現地民による自衛組織が各地で組織されていった。金朝朝廷側ではこのような集団を「義軍」と呼んで河北回復の足掛かりにしようとしたが、これらの集団はやがて次々とモンゴルに降りやがて「漢人世侯」と呼ばれる軍閥を形成するようになっていく。漢人世侯の中でも特に強大なことで知られた史天沢（サムカ・バアトル）・張柔（ジャン・バアトル）・張栄（サイン・バアトル）らは「バアトル」の称号を与えられて準モンゴル人と見なされ、とくに史天沢の家系は子孫に至るまで準モンゴル人として遇されている。
華北各地を転戦したムカリ軍は1218年には保定を拠点とする張柔、1220年には真定を拠点とする武仙と東平を拠点とする厳実といった強大な軍閥を投降させ、モンゴルの勢力圏は更に広がった。1222年には金軍の急襲によって河中府が陥落し、敵中で孤立したムカリ軍は危機的状況に陥ったが、別働隊を率いていたアルチャルの活躍によって河中府は再奪取されムカリは危機を脱している。この翌年の1223年、ムカリは心労がたたったためかチンギス・カンに先立って死去したが、息子のボオルが跡を継いで華北の計略は続けられた。
また、1225年には武仙が真定で叛乱を起こしてモンゴルに忠実な漢人武将であった史天倪を殺害したために一時情勢は緊迫したが、史天倪の弟の史天沢が仇を討つべく自ら軍勢を集めてこれを討伐したため、武仙のモンゴルからの離反はこれ以上周囲に波及することなく終息した｡
ムカリの経略と漢人軍閥の努力によって河北に乱立した諸勢力は次第に統合されてゆき、真定史氏・保定張氏・済南張氏・東平厳氏といった広大な領域を支配する漢人世侯によって分割支配される体制が河北では確立した。一方、逆に金朝は漢人世侯による支配体制の確立によって河北での支配権を完全に失い、河南のみを支配する地方政権に転落した。

## 第二次侵攻
1229年に新たに即位したオゴデイは即位後最初の大事業として金朝の完全征服を宣言した。金朝は弱体化していたとはいえ、統治範囲が狭まったことでかえって兵力の集中が容易となっており、モンゴル軍にとっても一種の賭けともいえる侵攻であった。モンゴル軍は伝統の3軍体制を取り、右翼をトルイが、左翼をテムゲ・オッチギンが、中央軍を皇帝オゴデイ自らが率いる遠征軍が編成された。なお、オゴデイの兄のチャガタイはモンゴル高原に残留して本土防衛を担ったが、チャガタイと各軍の指揮官に割り当てられた任務はこの頃のモンゴル政権内部での立ち位置を反映したものであった。
左翼軍を率いるテムゲ・オッチギンは不可解と言えるほどのゆっくりさで右翼・中央軍に遅れて山東方面を進軍し、ほとんど実戦を交えることなくこの遠征を終えた。テムゲ・オッチギンの任務は、敢えて河北の民の恐慌を煽ることで河南への人口流入を引き起こし、金朝領内での食料不足を引き起こすことにあったとみられる。中央軍を率いるオゴデイは1230年8月に西京（大同府）に到着し、そこから山西地方を南下して黄河北岸に至ったが、12月に河中府を陥落させた後は正面から金軍と戦おうとせず、なかなか黄河を渡らなかった。中央軍の目的は金軍主力を黄河南岸に引き付けて囮になることにあったようである。
最も困難な道を行くことになったのがトルイ率いる右翼軍で、右翼軍は全軍の中で陝西方面から唯一金朝領奥深くに侵攻した。1230年中には陝西地方の中心地である京兆を攻め落とし、河南方面の守りが堅いのを見ると南宋領を経由する大迂回を行い、陝西・四川・河南にまたがる山岳地帯を進んで南方から河南一帯に入った。トルイ軍接近の報に焦った金軍は完顔合達ら率いる主力軍を南下させたが、1232年正月にはこれを好機と見たオゴデイ軍も遂に一斉に黄河を渡り、金軍は危機的状況に陥った。そして旧暦正月16日、三峰山の戦いにおいてトルイ率いる軍団が金朝主力軍を壊滅させたことで金朝は野戦でモンゴル軍に対抗する術を失い、首都の開封は裸城となってモンゴル軍に包囲されることになった。
同年3月、オゴデイ軍とトルイ軍は合流するとスブタイ・バアトル、グユク・バアトル、テムデイ・コルチ、タガチャル・コルチら4将率いる部隊を残して本隊は北還を始め、この4将によって開封の包囲が始められた（開封攻囲戦）。既に大量の避難民が逃げ込んでいた開封では食糧不足と疫病によって悲惨な状態に陥り、金朝は皇族の曹王訛可（哀宗の兄の荊王盤都の子）を人質として差し出すことで一時モンゴル軍と停戦を結んだ。しかし同年7月には哀宗に投降の条件として皇帝号を捨て去ることを迫った使者の唐慶が殺され、開封救援を志した地方の諸軍が敗れたこともあり、哀宗は1233年正月23日に一部の側近とともに開封を捨てて帰徳に逃れた。
開封では残された宰相によってモンゴルへの抗戦が続けられたが、崔立が城内クーデターを起こして城内の指揮を掌握し、同年4月にスブタイに投降したことにより開封は陥落した。一方、哀宗は6月に帰徳を出て南宋との国境に近い蔡州に逃れたが、タガチャル・コルチ率いる別働隊がこれを包囲した（蔡州の戦い）。同月10日に金朝は投降を申し出たもののもはやモンゴル軍がこれに応じることはなく、11月には更に孟珙率いる南宋軍が包囲に加わった。 1234年正月、モンゴル軍の攻囲が狭まる中で哀宗は皇族の呼敦を説得して皇帝位を譲った（金の末帝）が、まさに末帝の即位式が行われていた最中にモンゴル軍が城内に雪崩れ込み、哀宗・末帝がともに殺されたことによって名実共に金朝は滅亡した。

## 重要戦役
- 野狐嶺の戦い - 1211年
- 懐来の戦い（中国語版） - 1213年
- 貞祐の乱（中国語版） - 1214年
- 中都の戦い - 1214年-1215年
- 大昌原の戦い - 1228年/1230年
- 倒回谷の戦い - 1231年
- 三峰山の戦い - 1232年
- 開封攻囲戦 - 1231年-1232年
- 蔡州の戦い - 1233年-1234年